# Себ
Себ — река в России, течёт по территории Усть-Куломского района Республики Коми. Вытекает из болота Себнюр. Устье реки находится в 8 км по правому берегу Северной Кельтмы. Длина реки составляет 35 км, площадь водосборного бассейна 129 км².

## Данные водного реестра
По данным государственного водного реестра России относится к Двинско-Печорскому бассейновому округу, водохозяйственный участок реки — Вычегда от истока до города Сыктывкар, речной подбассейн реки — Вычегда. Речной бассейн реки — Северная Двина.
Код объекта в государственном водном реестре — 03020200112103000016033.